# Débito expiratório máximo instantâneo

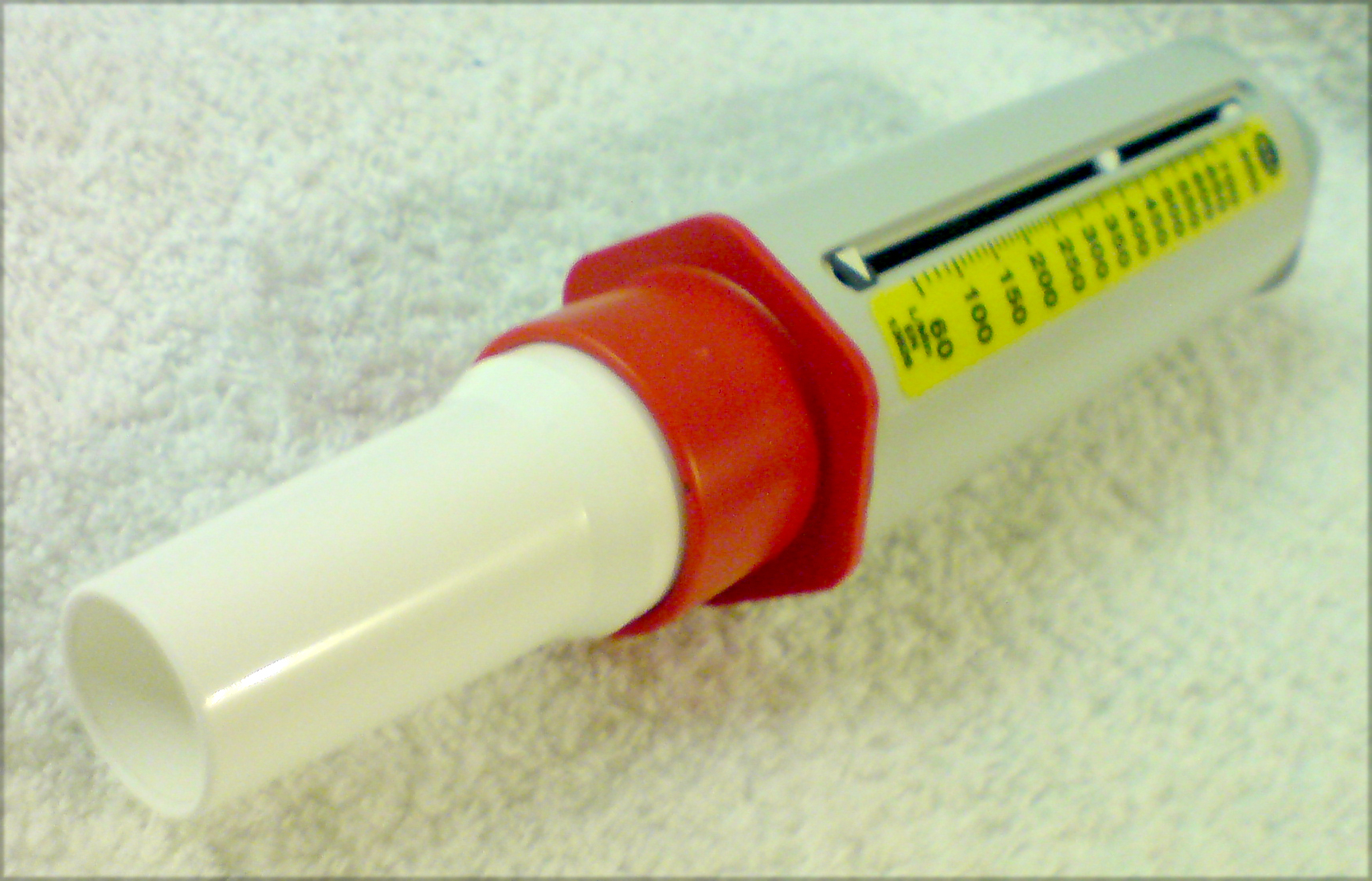
Debitómetro, usado para quantificar o pico de fluxo expiatório

Débito expiratório máximo instantâneo ou pico de fluxo expiratório (em inglês: peak expiratory flow - PEF) é o débito máximo de expiração de uma pessoa. O valor é indicado por um debitómetro que quantifica a corrente de ar entre os brônquios e o grau de obstrução das vias respiratórias.